# 프라우브루넨
프라우브루넨(독일어: Fraubrunnen)은 스위스 베른주의 베른-미텔란트구에 있는 자치체이다. 2014년 1월 1일 뷔렌 춤 호프(Büren zum Hof), 에첼코펜(Etzelkofen), 그라펜리트(Grafenried), 림파흐(Limpach), 뮐히(Mülchi), 샬루넨(Schalunen) 및 차우겐리트(Zauggenried)의 이전 지자체가 프라우브루넨 지자체에 병합되었다.

## 역사

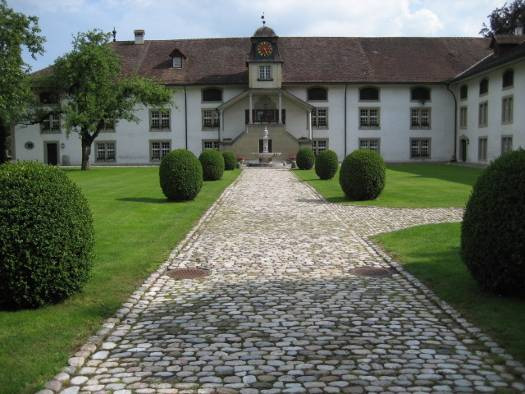
이전 수도원 건물

프라우브루넨은 1267년에 Frouwenbrunnen으로 처음 언급되었다. 프라우브루넨 근처의 뤼트틀리겐발트(Rüdtligenwald)와 비넬발트 (Binewald)에는 할슈타트 시대의 고분이 있다. 13세기 중반에 프라우브루넨 수도원은 시토회 수녀에 의해 설립되었다. 한동안 수도원은 지금의 프라우브루넨 지역이 된 지역의 강력한 지주였다. 그러나 1528년에 수도원은 개신교 종교개혁 기간 동안 세속화되었다.

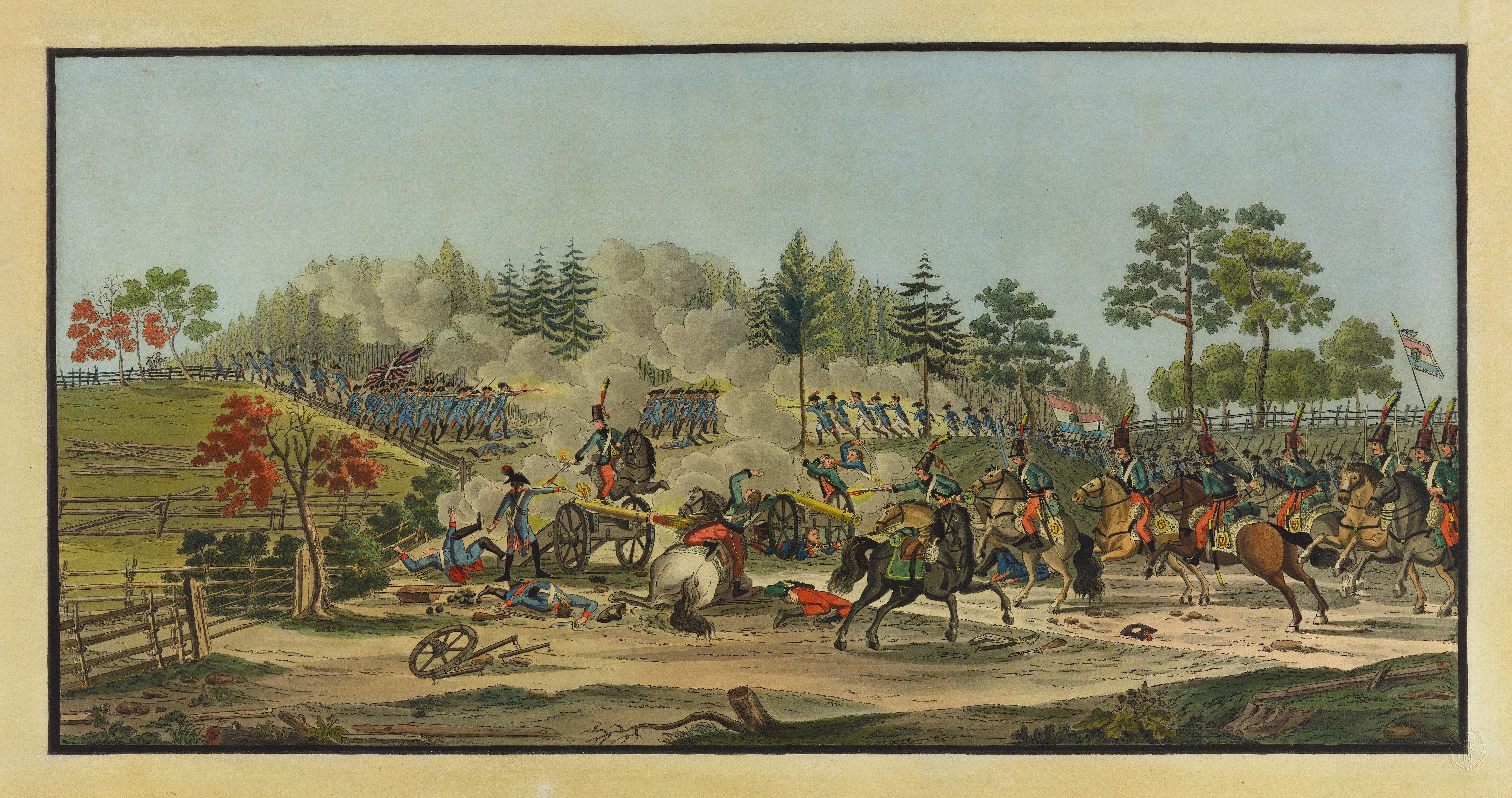
1798년 전투

1798년 나폴레옹의 군대가 스위스를 침공했다. 이에 대한 응답으로 베른은 프랑스군을 향해 북쪽으로 군대를 보냈다. 1798년 3월 5일 베르네 군대는 프라우브루넨 근처에서 프랑스군과 조우했다. 35,000명의 프랑스군과 20,000명의 베른군 간의 전투는 프랑스군의 결정적인 승리로 끝났다. 이 패배는 베른 앙시앵 레짐의 항복으로 이어졌다.

## 지리
프라우브루넨의 면적은 31.91k㎡이다. 합병 이전에는 4.06k㎡ (52.8%)가 농업용으로 사용되었고, 2.97k㎡ (38.6%)가 산림으로 사용되었다. 나머지 토지 중 0.59k㎡ (7.7%)(건물 또는 도로)가 정착되었고, 0.07k㎡ (0.9%)가 강이나 호수였다.
건축면적 중 주택과 건물이 3.6%, 교통기반시설이 3.3%를 차지했다. 삼림 지대를 제외한 모든 산림 지역은 울창한 숲으로 덮여 있다. 농경지의 46.2%는 작물 재배에 사용되며, 6.2%는 목초지이다. 시정촌의 모든 물은 흐르는 물이다.
시정촌은 우르테넨강 계곡에 있다. 프라우브루넨 마을과 비넬, 비쇼프, 운터베르크 및 투벤무스의 작은 마을로 구성되어 있다.
2009년 12월 31일에 시정촌의 이전 구역인 프라우브루넨구가 해산되었다. 다음 날 2010년 1월 1일에 새로 설립된 베른-미텔란트구에 합류했다.

## 인구통계
2020년 12월 기준, 프라우브루넨의 인구는 5,203명이다. 2010년 기준으로 인구의 5.9%가 거주하는 외국인이다. 지난 10년(2000-2010년) 동안 인구는 11.9%의 비율로 변화했다. 이주가 5.8%, 출생 및 사망이 5.2%를 차지했다.
2000년 기준, 인구 대부분인 1,534명(95.5%)이 독일어를 모국어로 사용하고, 프랑스어는 13명(0.8%)으로 두 번째로 많이 사용하고, 이탈리아어는 10명(0.6%)으로 세 번째이다.
2008년 기준으로 인구는 남성 49.2%, 여성 50.8%이다. 인구는 823명의 스위스 남성(인구의 46.4%)과 49명(2.8%)의 비스위스계 남성으로 구성되었다. 스위스 여성은 846명(47.7%), 비스위스계 여성은 56명(3.2%)이었다. 지자체의 인구 중 315명(약 19.6%)이 프라우브루넨에서 태어나 2000년에 그곳에 살았다. 같은 주에서 태어난 772명(48.0%)이 있었고, 356명(22.2%)이 스위스 다른 곳에서 태어났다. 114명(7.1%)가 스위스 이외의 지역에서 태어났다.
2010년 기준으로 아동·청소년(0~19세)이 23.4%, 성인(20~64세)이 60.9%, 노인(64세 이상)이 15.6%를 차지한다.
2000년 기준으로 시정촌에는 미혼이거나, 독신인 사람이 660명 있다. 기혼자는 841명, 미망인은 51명, 이혼한 사람은 55명이었다.
2000년 현재 1인 가구는 138가구, 5인 이상 가구는 47가구이다. 2000 년에는 총 613채(전체의 92.9%)가 상설 임대되었고, 24채(3.6%)가 계절적 임대, 23채(3.5%)가 비어 있었다. 2010년 기준 신규주택 건설률은 인구 1000명당 3.9세대이다. 2011년 시정촌 공실률은 0.38%였다.

### 과거 인구
역사적 인구는 다음 차트에 나와 있다.

## 국가중요문화재

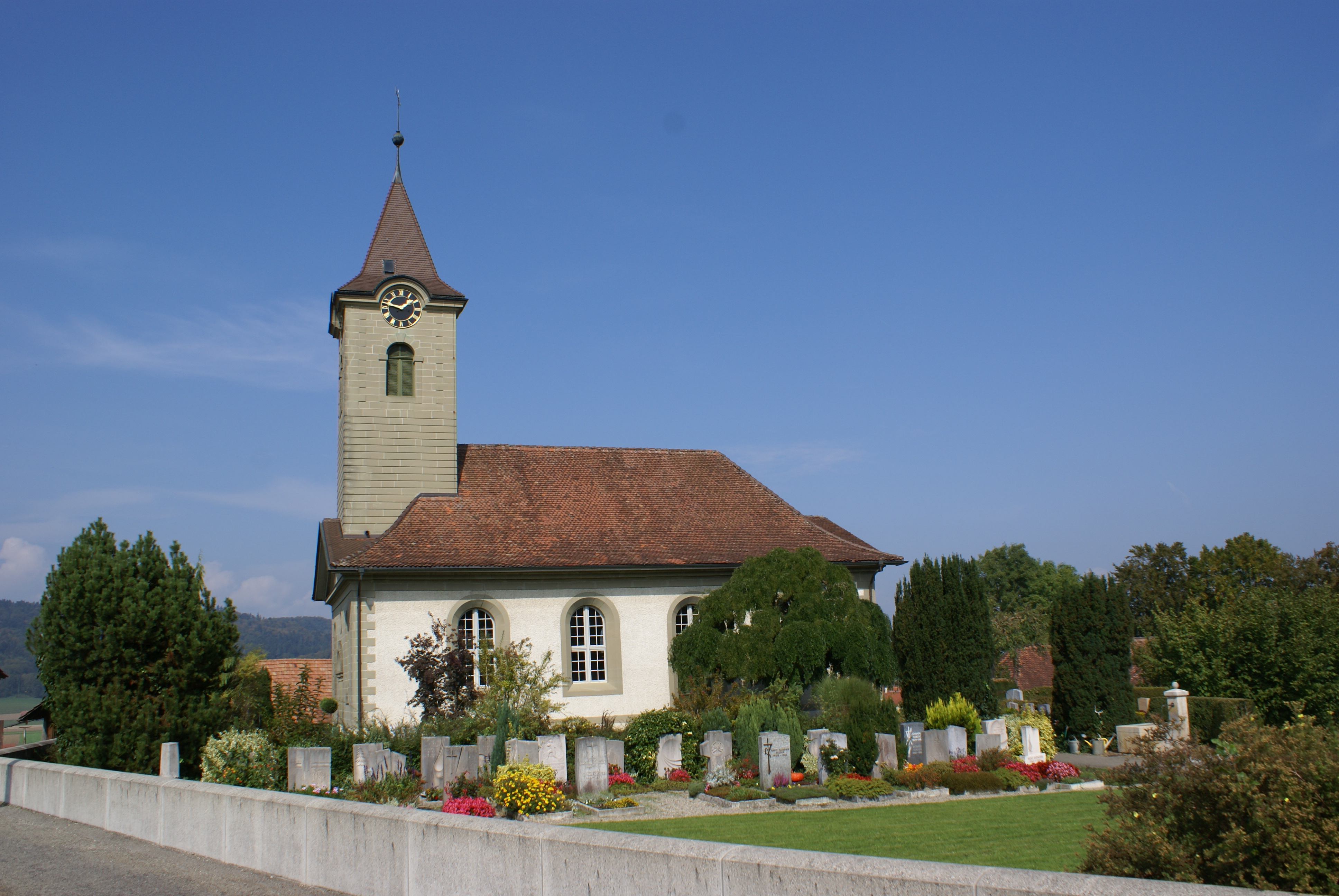
림파흐의 스위스 개혁 교회

림파흐(Limpach)에 있는 스위스 개혁 교회는 국가적으로 중요한 스위스 문화 유산으로 등록되어 있다. 뷔렌 춤 호프(Büren zum Hof), 림파흐 및 뮐히(Mülchi)의 전체 마을은 스위스 유산 목록의 일부로 지정되었다.

## 정치
2011년 연방 선거에서 가장 인기 있는 정당은 26.4%의 득표율을 기록한 보수민주당(BDP) 이었다. 다음으로 가장 인기 있는 3개 정당은 스위스인민당(SVP) (22.7%), 사회민주당(SP) (16.7%), 녹색당 (9.3%)이었다. 연방 선거는 총 807표를 득표했고, 투표율은 60.3%였다.

## 경제

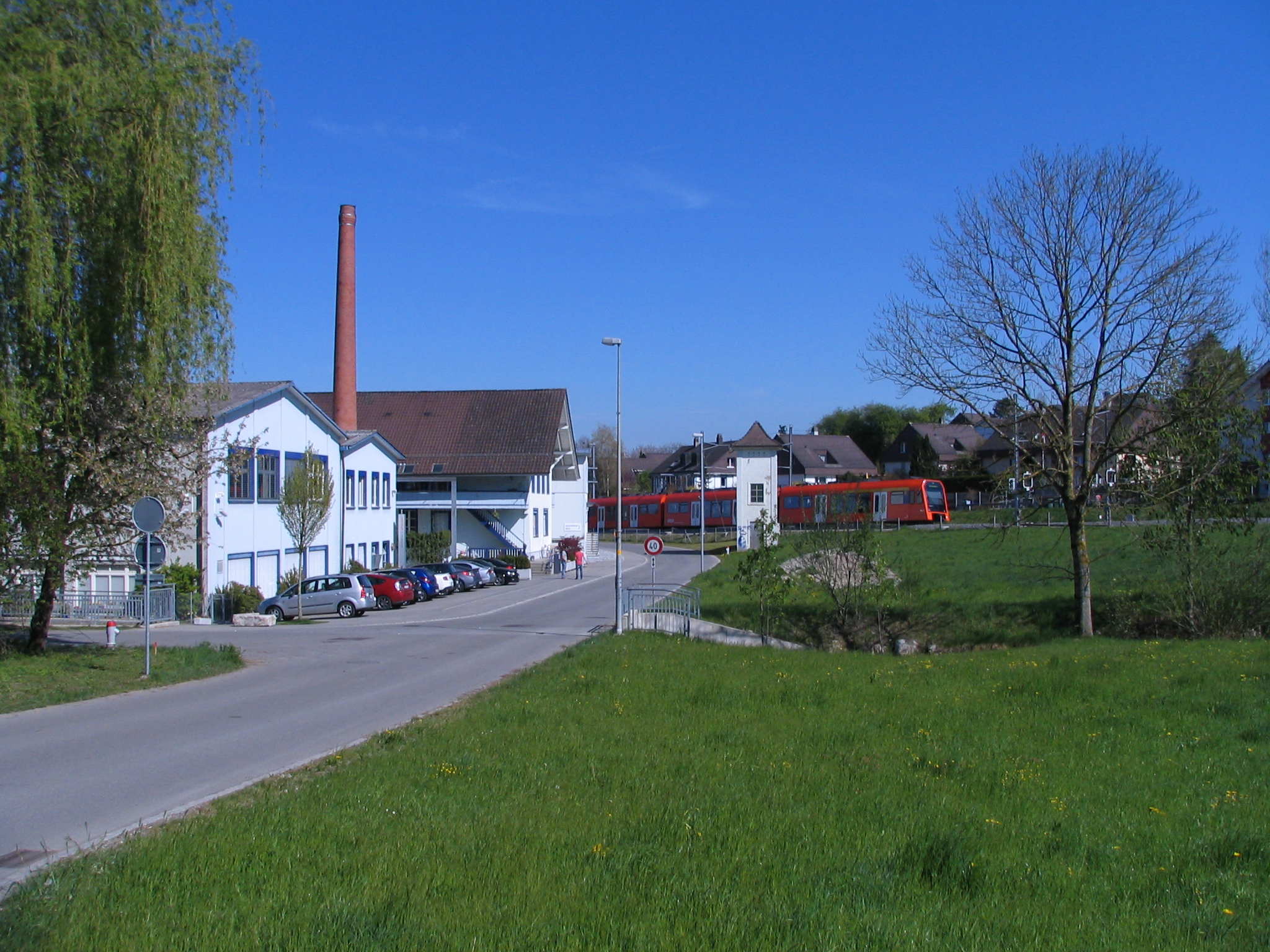
공장과 차량(키르히가세)

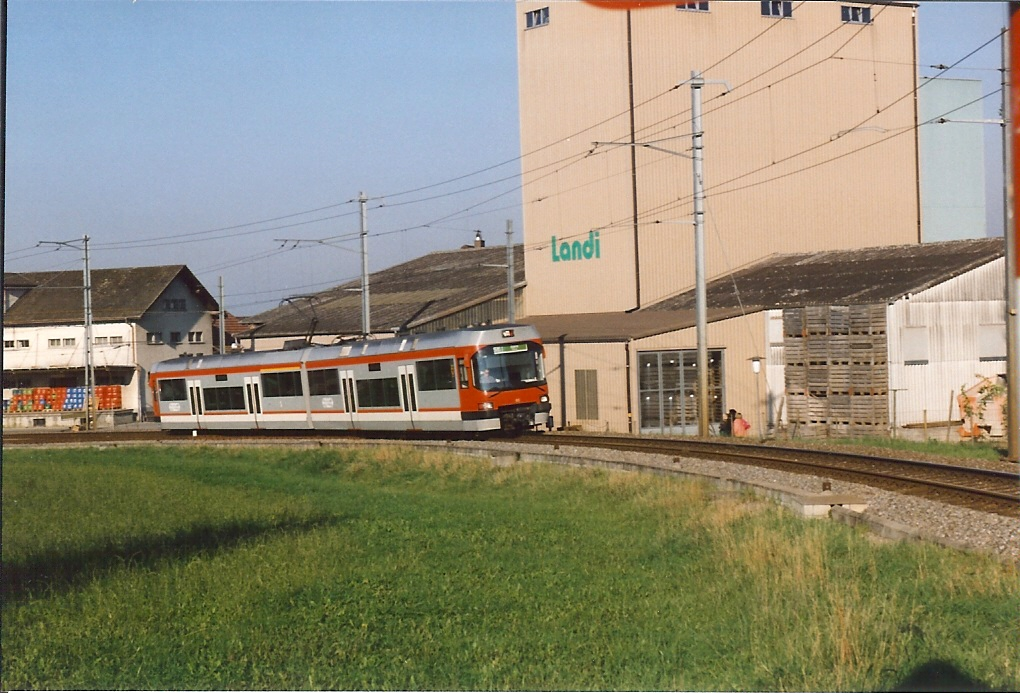
프라우브루넨역의 RBS (Regionalverkehr Bern-Solothurn) 차량

2011년 기준으로 프라우브루넨의 실업률은 1.54%이다. 2008년 기준으로, 시정촌에 고용된 총 481명의 사람이 있다. 이 중 1차 경제 부문에 23명이 고용되었고, 이 부문에 약 9개 기업이 참여했다. 206명이 2차 부문에 고용되었고, 이 부문에 15개의 기업이 있었다. 252명이 3차 부문에 고용되었으며, 이 부문에는 50개의 기업이 있다. 시정촌 주민은 880명으로 일정 정도 고용되었으며, 그중 여성이 전체 노동력의 44.5%를 차지했다.
2008년에는 총 403개의 정규직에 상응하는 일자리가 있었다. 1차 부문의 일자리 수는 18개였으며, 모두 농업에 있었다. 2차 부문의 일자리 수는 194개였으며, 그중 185개(95.4%)는 제조업에, 9개(4.6%)는 건설에 종사했다. 3차 부문의 일자리 수는 191개였다. 3차 부문에서; 30개(15.7%)는 도소매 또는 자동차 수리업, 15개(7.9%)는 상품의 이동 및 보관, 12개(6.3%)는 호텔 또는 레스토랑, 12개(6.3%)는 정보 산업에 종사했다. 5개(2.6%)가 보험 또는 금융 산업, 28개(14.7%)가 기술 전문가 또는 과학자, 30개(15.7%)가 교육, 7개(3.7%)가 의료 분야였다.
2000년 기준으로 시정촌으로 통근하는 근로자는 334명, 출퇴근하는 근로자는 663명이었다. 지자체는 근로자의 순수출 지자체로, 1명이 전입할 때 약 2.0명의 근로자가 지자체를 전출하고 있다. 근로 인구의 35.3%가 대중교통을 이용하여 출퇴근하고, 40.7%가 자가용을 이용하였다.

## 종교
2000년 인구 조사에서 로마 가톨릭 신자는 204명(12.7% )이었고, 스위스 개혁 교회는 1,185명(73.7%) 이었다. 나머지 인구 중 정교회 교인은 3명 (인구의 약 0.19%)이었고, 다른 기독교 교인은 104명(인구의 약 6.47%)이었다. 이슬람교도는 36명(인구의 약 2.24%) 이었다. 불교도가 1명, 힌두교도가 9명, 다른 교회에 속한 2명이 있었다. 70명(인구의 약 4.36%)이 교회에 속하지 않고, 불가지론자 또는 무신론자, 그리고 44명의 개인(또는 인구의 약 2.74%)이 질문에 대답하지 않았다.

## 교육
프라우브루넨에서는 인구의 약 659명(41.0%)이 비필수 고등교육을 이수했으며, 275명(17.1%)이 추가 고등교육( 대학 또는 응용학문대학)을 마쳤다. 고등교육을 마친 275명 중 74.9%가 스위스 남성, 20.7%가 스위스 여성, 3.3%가 비스위스계 남성이었다.
베른주의 학교 시스템은 1년의 비의무 유치원, 6년의 초등학교를 제공한다. 이후 3년 동안의 의무적 중학교 과정을 거쳐 학생을 능력과 적성에 따라 구분한다. 중학교 이하 학생들은 추가 교육을 받거나 견습과정에 들어갈 수 있다.
2010-11학년도 동안 프라우브루넨의 수업에 총 332명의 학생이 참석했다. 시정촌에는 총 49명의 학생이 있는 3개의 유치원 수업이 있었다. 유치원생 중 8.2%는 스위스의 영주권 또는 임시 거주자(시민권 아님)였으며, 16.3%는 교실 언어와 다른 모국어를 사용한다. 지자체에는 7개의 초등 학급과 124명의 학생이 있었다. 초등학생 중 7.3%는 스위스의 영주권 또는 임시 거주자(시민권 아님)였으며, 8.9%는 교실 언어와 다른 모국어를 사용한다. 같은 해에 총 159명의 학생이 있는 9개의 중등 학급이 있었다. 스위스의 영주권자 또는 임시 거주자(시민이 아님)인 3.8%와 교실 언어와 다른 모국어를 사용하는 사람이 4.4%였다.
2000년 기준으로 프라우브루넨에는 다른 지자체에서 온 125명의 학생이 있었고, 56명의 거주자는 지자체 외부의 학교에 다녔다.

## 교통

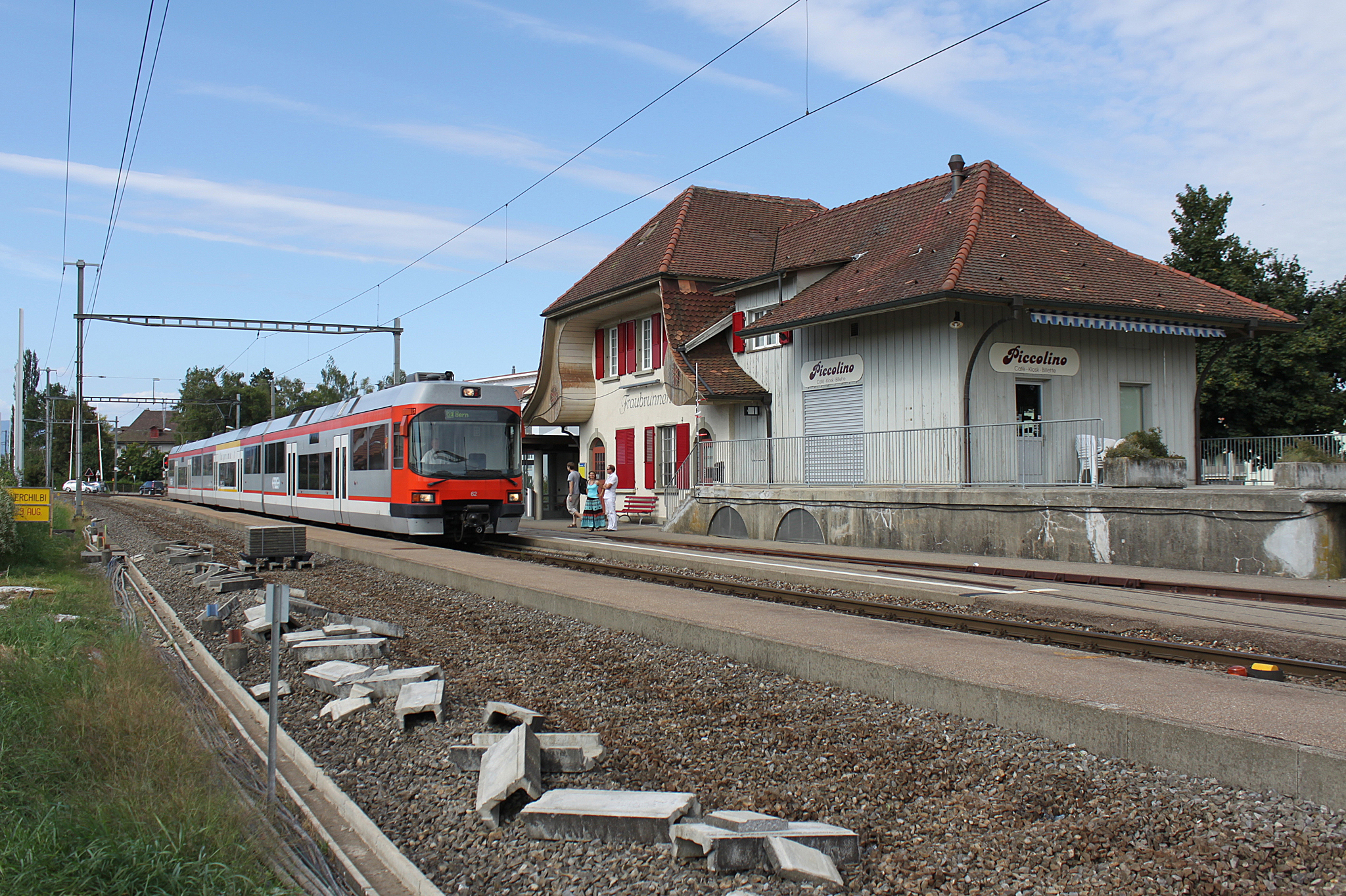
역과 RBS-Zug

자치단체는 교통 면에서 잘 발달되어 있다. 이곳은 베른에서 졸로투른까지의 오래된 주요 도로에 있기 때문이다. A1 고속도로 (베른-취리히)에 가장 가까운 연결은 키르히베르크 근처의 시내 중심에서 약 5km 떨어져 있다.
1916년 4월 10일 졸리코펜-졸로투른 협궤 전철(오늘날 베른-졸로투른 지역교통)의 촐리코펜-졸로투른 구간이 프라우브루넨의 역과 함께 운영되기 시작했다. 프라우브루넨 시에는 총 4개의 기차역이 있다.(뷔렌춤호프역, 프라우브루넨역, 그라펜리트역, 샬루넨역) 프라우브루넨과 그라펜리트역에서 뷔렌(Büren)에서 호프(Hof) 및 샬루넨(Schalunen)까지 매시간 양방향으로 열차가 30분 간격으로 운행된다.
다양한 버스 노선도 있다.